# Hans Ried
Hans Ried (Bolzano, prima del 1465 – Bolzano, 1516) è stato un funzionario tirolese, attivo presso la dogana dell'Isarco a Bolzano.

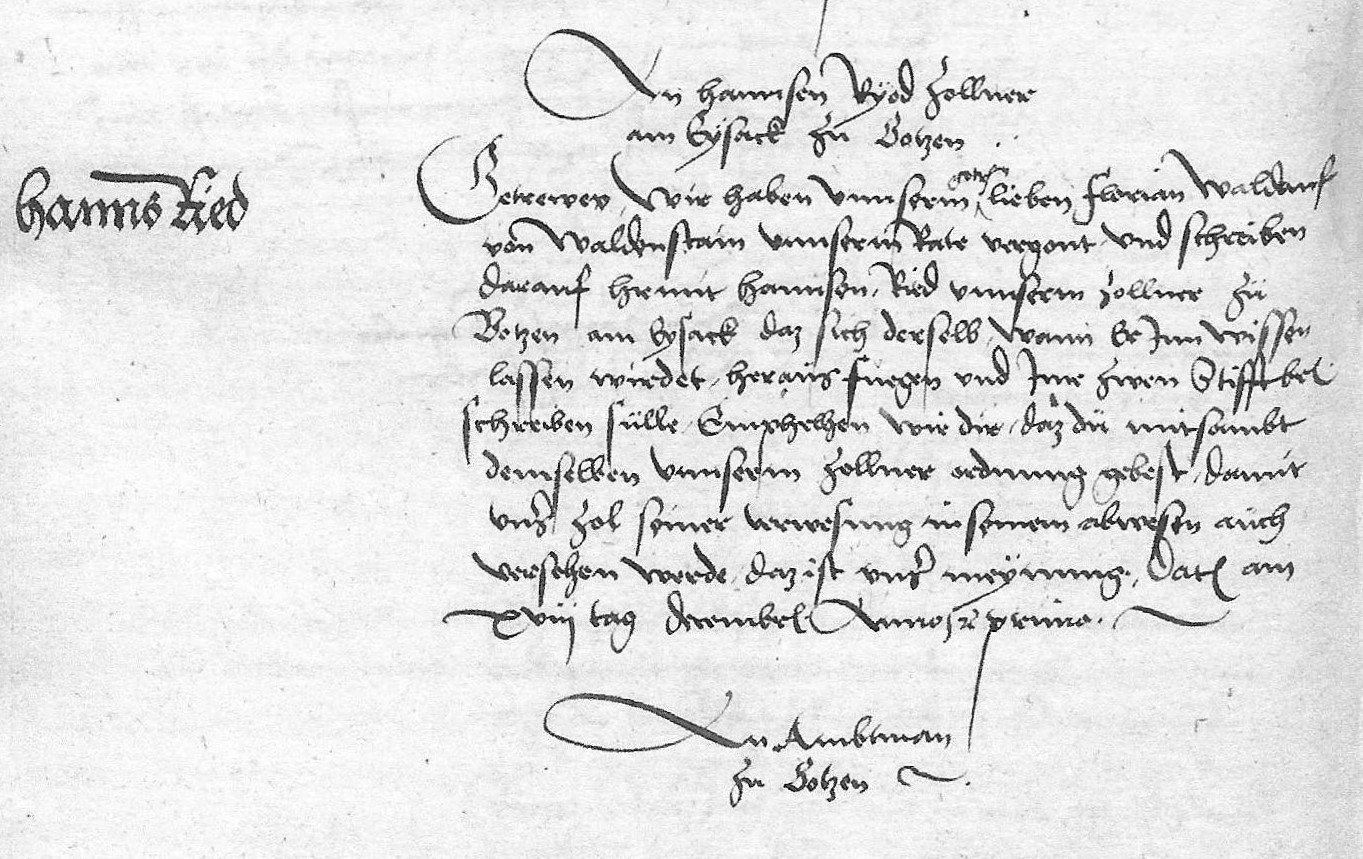
Hans Ried indicato nel 1501 quale funzionario della dogana di Bolzano

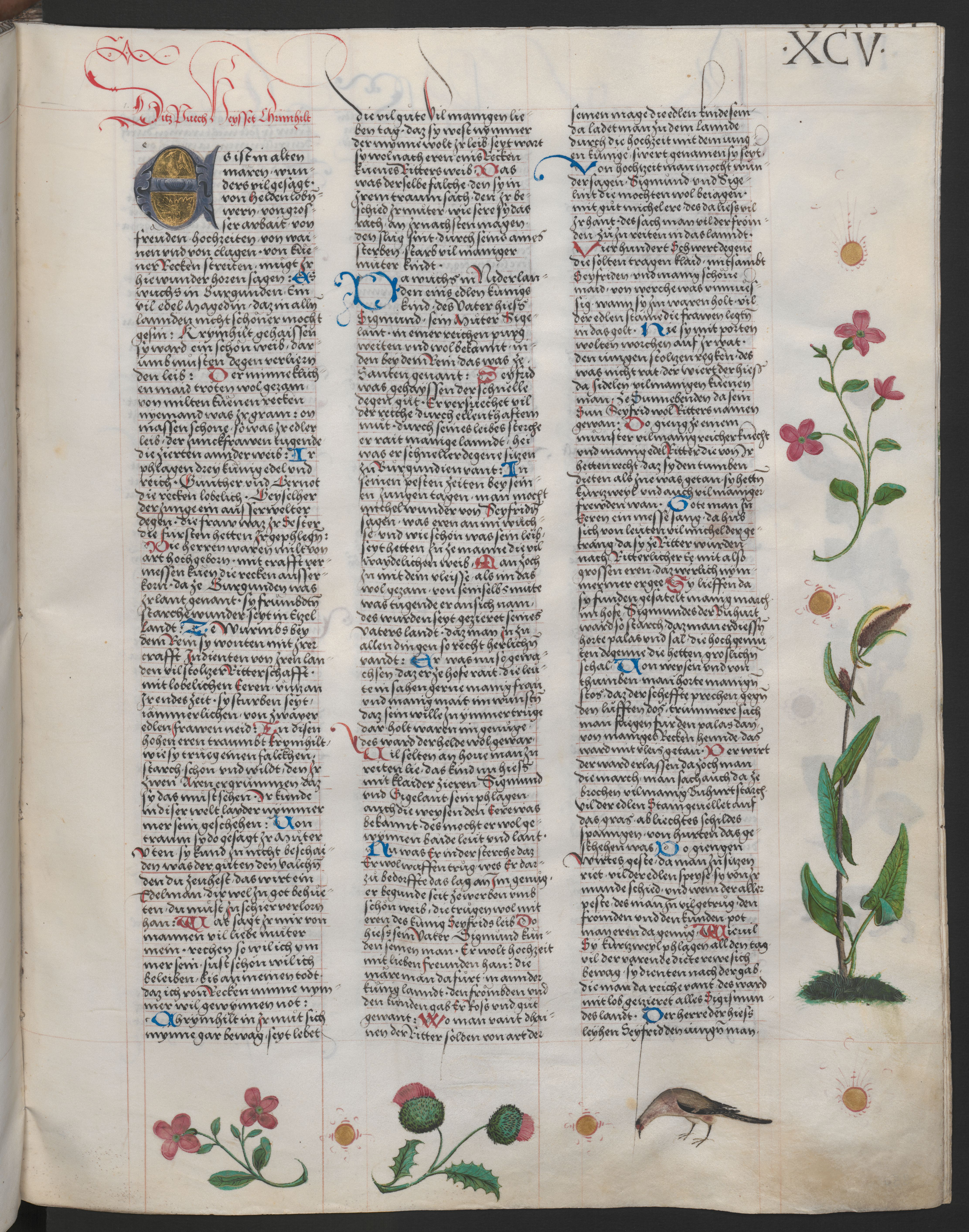
L'inizio del Nibelungenlied, rogato da Hans Ried, ÖNB, Cod. Ser n. 2663, f. 95r

A partire dal 1504, l'abile scriba produsse la grande raccolta epica dell'Ambraser Heldenbuch per conto di Massimiliano I d'Asburgo, principalmente nella sua città natale. Il monumentale codice, oggi conservato presso la Biblioteca nazionale austriaca, comprende 25 monumenti letterari in lingua tedesca della poesia epica medievale, tra cui la Canzone dei Nibelunghi, molti dei quali - come la Canzone di Kudrun o l'Erec di Hartmann von Aue - sono sopravvissuti solamente nella trascrizione di Ried.
Ried morì nel 1516.